# Cratere Slipher (Marte)
Slipher è un cratere sulla superficie di Marte.
Il cratere è dedicato ai fratelli astronomi statunitensi Earl Slipher e Vesto Slipher.